# Germano Mian
Germano Mian (Cormons, 7 ottobre 1912 – Cormons, 15 maggio 1966) è stato un allenatore di calcio e calciatore italiano, di ruolo ala.

## Carriera

### Club
Cresciuto nelle giovanili della Triestina, dopo gli esordi in Serie B con Monfalconese C.N.T. e Spezia debuttò in Serie A il 7 gennaio 1934 in Alessandria-Triestina (1-0). Con il sodalizio giuliano disputò quattro campionati firmando 23 gol in 81 partite, quindi nel 1937 venne acquistato dal Napoli con il compagno di squadra Nereo Rocco, debuttando alla prima giornata di campionato, nella sconfitta di Bologna del 12 settembre 1937 contro i padroni di casa per 3-2. Nel capoluogo campano vi rimase tre anni realizzandovi 13 gol in 71 partite, che ne fecero il primo anno capocannoniere della squadra con Giuseppe Gerbi ed il secondo vicecapocannoniere dietro a Nereo Rocco: tra queste vanno ricordate le prime due, segnate in casa il 19 settembre 1937 nella vittoria contro la sua precedente squadra, il gol del momentaneo vantaggio in Napoli-Milan del 3 ottobre 1937, poi diventato un pareggio casalingo per 1-1, la doppietta nella vittoria casalinga del 19 febbraio 1939 contro la Juventus per 4-1 ed il gol iniziale nella vittoria in trasferta a Milano del 9 aprile 1939 contro l'Ambrosiana per 2-1. Dopo una parentesi all'Udinese in Serie B, nel 1941 passò al Savoia, in Serie C, dove disputerà due stagioni prima di ritirarsi.
In massima serie collezionò complessivamente 152 presenze, impreziosite da 36 reti: fu due volte tra i migliori dieci cannonieri del campionato, nella stagione 1934-1935 e nella stagione successiva, in entrambe le occasioni con 10 reti.

### Nazionale
Disputò anche una gara in Nazionale B, il 27 ottobre 1935, la vittoria a Genova contro la nazionale della Cecoslovacchia per 3-1, gara in cui segnò il secondo gol.

### Allenatore
Terminata la carriera da calciatore, nel dopoguerra fu allenatore del Potenza nel campionato di Promozione 1949-1950 e successivamente allenò per oltre dieci anni la Cormonese, squadra della sua città natale, prima della sua morte avvenuta nel 1966 all'età di 54 anni.